# SARNP
SARNP‏ (SAP domain containing ribonucleoprotein) هوَ بروتين يُشَفر بواسطة جين SARNP في الإنسان.